# هرساوا
هرساوا (هندی: हरसावा)  روستای واقع در بخش سیکار ایالت راجستان کشور هند و در محدوده ۸ کیلومتری جنوب در امتداد بزرگراه ملی -۱۱ از شهر قرار دارد.
در سال ۲۰۰۱ جمعیت کل این روستا ۱۶۹۵ نفر بود.